# Dendrophidion bivittatus
Espèce
Synonymes
- Leptophis bivittatus 
Duméril, Bibron & Duméril, 1854
- Tropidonotus subradiatus Jan, 1865
- Herpetodryas tetrataenia Günther, 1872

Dendrophidion bivittatus est une espèce de serpents de la famille des Colubridae.

## Répartition
Cette espèce se rencontre en Colombie, en Équateur et au Pérou.

## Description
Dendrophidion bivittatus mesure jusqu'à 150 cm. Son dos est gris bleuté et présente deux rayures noires. Son ventre est clair.

## Étymologie
Son nom d'espèce, du préfixe latin bi, « deux », et vitta, « rayure », lui a été donné en référence à sa coloration dorsale.

## Publication originale
- Duméril, Bibron & Duméril, 1854 : Erpétologie générale ou histoire naturelle complète des reptiles. Tome septième. Première partie, p. 1-780 (texte intégral).